# باکای (ویرجینیای غربی)
باکای (به انگلیسی: Buckeye) یک منطقهٔ مسکونی در ایالات متحده آمریکا است که در شهرستان پوکاهانتس، ویرجینیای غربی واقع شده‌است. باکای ۶۴۳٫۱۴ متر بالاتر از سطح دریا واقع شده‌است.